# Myrnopillja (Bolhrad)
Myrnopillja (ukrainisch Мирнопілля; russisch Мирнополье, rumänisch Friedenstal, deutsch früher Friedenstal) ist eine Ortschaft im Südwesten der ukrainischen Oblast Odessa.
Das Dorf mit etwa 2000 Einwohnern (2001) liegt am Fluss Tschaha (Чага), am 14. November 1945 erhielt die Ortschaft, welche bis dahin den ukrainischen Namen Fridenstal (Фріденсталь) trug ihren heutigen Namen.

## Geschichte
Die Ortschaft liegt in der historischen Landschaft Bessarabien. Das Gebiet von Bessarabien kam 1812 im Frieden von Bukarest vom osmanischen Vasallenstaat Fürstentum Moldau zusammen mit dem Budschak an das Russische Kaiserreich. Die Neuerwerbung wurde als Kolonisationsgebiet behandelt und zunächst dem Generalgouverneur von Neurussland zugeordnet. Kaiser Alexander I. rief in einem Manifest von 1813 deutsche Kolonisten ins Land, um die neu gewonnenen Steppengebiete in Neurussland zu kolonisieren. Hier gründeten 1834 deutsche Auswanderer Friedenstal. Der Ort gehört zu den 24 bessarabiendeutschen Mutterkolonien. Sie wurden von Einwanderern gegründet, während Tochterkolonien später von Bewohnern der Mutterkolonien gegründet wurden. Die Auswanderer, die sich hier 1834 niederließen, stammten aus verschiedenen Provinzen des Königreichs Preußen, wie Brandenburg, Pommern, Ostpreußen, Westpreußen, und dem Fürstentum Mecklenburg. Sie hatten sich im 18. Jahrhundert in Polen angesiedelt. Im Jahre 1842  errichteten die Siedler in Friedenstal ein erstes Schulgebäude, dem 1938 ein weiteres folgte. Im Jahre 1940 gab es fast 2200 Einwohner. Nach der sowjetischen Besetzung Bessarabiens im Sommer 1940, gedeckt vom Hitler-Stalin-Pakt, schlossen sich die bessarabiendeutschen Ortsbewohner im Herbst 1940 der Umsiedlung ins Deutsche Reich unter dem Motto Heim ins Reich an.
Der 1929 in Friedenstal geborene Edwin Kelm erwarb Mitte der 1990er Jahre den früheren Bauernhof seiner Großeltern im Dorf. Er ließ die Hofanlage restaurieren und  abgerissene Wirtschaftsgebäude sowie die Sommerküche und den Brunnen wieder errichten. 1998 eröffnete er die Hofstelle als bessarabiendeutsches Bauernmuseum, das später den Namen des Gründers als Edwin-Kelm-Museum trug. Der Hof repräsentiert mit seinen ausgestellten landwirtschaftlichen Arbeitsgeräten eine typische Landwirtschaft der deutschstämmigen  Bevölkerung, bevor sie das Land 1940 nach der Besetzung durch die Sowjetunion verließ. Im Jahr 2009 übereignete Kelm das Museum dem Bessarabiendeutschen Verein, der auch das Heimatmuseum der Bessarabiendeutschen in Stuttgart betreibt.

## Verwaltungsgliederung
Am 12. Juni 2020 wurde das Dorf ein Teil der Landgemeinde Teplyzja; bis dahin bildete es die Landratsgemeinde Myrnopillja (Мирнопільська сільська рада/Myrnopilska silska rada) im Norden des Rajons Arzys.
Seit dem 17. Juli 2020 ist es ein Teil des Rajons Bolhrad.

## Söhne und Töchter der Gemeinde
- Edwin Kelm (1928–2021), Vorsitzender verschiedener bessarabiendeutscher Vereinigungen